# Кертіс Скапаротті
Кертіс Майкл «Майк» Скапаротті (англ. Curtis Michael «Mike» Scaparrotti; нар. 5 березня 1956, Логан, Огайо, США) — американський військовослужбовець, Генерал армії США, Головнокомандувач Збройними силами США в Європі (2016—2019), та об'єднаними збройними силами НАТО в Європі (2016—2019).

## Біографія
Кертіс Скапаротті народився 5 березня 1956 року в Логані (штат Огайо) в родині Бетті Браун і Майкла Скапаротті. Під впливом авторитету свого батька (сержант-майора у відставці) учасника Другої світової війни, члена Національної гвардії Огайо − він дізнався про те, що таке військова служба. Кертіс навчався в невеликій середній школі міста Логан на південному сході Огайо, яку закінчив у 1974 році, незважаючи на проблеми з навчанням.
У 1978 році Скапаротті закінчив Військову академію США у Вест-Пойнті (штат Нью-Йорк) і вступив на службу в Армію США у званні другого лейтенанта.
У 1983 році у званні капітана Скапаротті вперше відвідав Європу. У 1984 році він закінчив курс офіцера піхоти в Форт-Беннінг (штат Джорджія), а потім закінчив Університет Південної Кароліни зі ступенем магістра в галузі адміністративного управління у сфері освіти. У 1985 році Скапаротті повернувся до Вест-Пойнта і був призначений на посаду офіцера тактичного відділу і штабного ад'ютанта. У липні 1989 року він став офіцером оперативного відділу 1-го батальйону 87-го піхотного полку 10-ї гірської дивізії, а потім перейшов на службу в штаб дивізії, як начальник оперативного відділу. З травня 1992 по травень 1994 рік Скапаротті працював у загальному командуванні персоналом при начальнику штабу Армії США у Вашингтоні (округ Колумбія).
З травня 1994 року по квітень 1996 року Скапаротті був командиром 3-го батальйону 325-ї повітряно-десантної бойової групи Південно-Європейської цільової групи у Віченці (Італія), після чого командував батальйоном під час операцій «Відродження надії» в Заїрі/Руанді, «Спільні зусилля» в Боснії і Герцеговині, «Гарантована відповідь» в Ліберії.
У травні 1996 року Скапаротті отримав чин офіцера оперативного відділу 10-ї гірської дивізії і пройшов курс у Військовому коледжі Армії США в Карлайл-Барракс (штат Пенсільванія). У 1998 році він обійняв посаду начальника групи армійських ініціатив при заступнику начальника штабу Управління операціями у Вашингтоні (округ Колумбія). У 1999 році Скапаротті повернувся в Форт-Брегг і став командиром 2-ї бригади 82-ї повітряно-десантної дивізії, а з липня 2001 по липень 2003 року був заступником помічника директора по спільних операцій при Об'єднаному штабі у Вашингтоні (округ Колумбія). З липня 2003 року по липень 2004 він був помічником дивізійного командира 1-ї бронетанкової дивізії під час операції «Іракська свобода».
Із серпня 2004 по липень 2006 року Скапаротті обіймав посаду 69-го коменданта кадетів Військової академії США у Вест-Пойнті (штат Нью-Йорк). З серпня 2006 по вересень 2008 року він був директором відділу Центрального командування США і відповідав за контроль над проведенням всіх військових операцій на всіх вирішальних етапах по всій зоні відповідальності Центрального командування, в тому числі в Іраку, Афганістані і Сомалі. З 1 жовтня 2008 по серпень 2010 Скапаротті був командиром 82-ї повітрянодесантної дивізії зі штаб-квартирою в Східному Афганістані, де обіймав посади головнокомандувача комбінованої об'єднаної цільовою групою 82 і регіонального командування Сходу. 3 червня 2009 року на авіабазі «Баграм» відбулася церемонія передачі повноважень групі 82 від групи 101 по контролю над становищем в 14 провінціях на сході Афганістану уздовж пакистанського кордону.
15 жовтня 2010 року Скапаротті взяв на себе командування I корпусом на об'єднаної бази Льюїс-Макчорд в Форт-Луїсі (штат Вашингтон). Одночасно, з 11 липня 2011 року по 12 червня 2012 року він обіймав посаду командувача Об'єднаного командування Міжнародних сил сприяння безпеці і заступника командувача Силами США в Афганістані. 1 травня 2012 року Скапаротті зустрічав на авіабазі «Баграм» президента США Барака Обаму, який прилетів для зустрічі з президентом Афганістану Хамідом Карзаєм. У цей час Скапаротті був другим за важливістю командиром американських військ в Афганістані. При ньому, війська НАТО, які досягли піку чисельності в 140 тисяч, включаючи 100 тисяч американців, в ході операції «Непохитна свобода» завдали ряд важких поразок талібам, але не закріпили успіх і атаки бойовиків поновилися після виведення більшості військ НАТО в 2014 році. На думку Скапаротті, найголовнішою перешкодою на шляху встановлення довготривалого миру в Афганістані є воєнізовані формування, сформовані за етнічним і племінним принципами, члени яких не довіряють людям, які мають інше походження.
3 липня 2012 року Скапаротті обіймав посаду директора Об'єднаного штабу, а його наступником на посту командувача I корпусом став генерал-лейтенант Роберт Браун. 2 жовтня 2013 року Скапаротті був переведений у звання чотиризіркового генерала і призначений на посаду командувача комбінованих сил і Силами США в Кореї, змінивши генерала Джеймса Турмана. В умовах наростання нестабільності в Північно-Східній Азії в зв'язку з розвитком ядерної програми Північної Кореї, при Скапаротті чисельність союзних військ в Південній Кореї сягнула 28 500 осіб.
29 квітня 2016 року на церемонії в президентській резиденції «Чхонваде» президент Республіки Корея Пак Кин Хє нагородила Кертіса Скапаротті медаллю «Тонг-Іль» та орденом «За заслуги в національній обороні». Церемонія передачі повноважень від Скапаротті генералу Вінсенту Бруксу відбулася 30 квітня в Енсан-Гаррісон у центрі Сеула.
11 березня 2016 року Північноатлантична рада схвалила призначення генерала Кертіса Скапаротті на посаду Верховного головнокомандувача Об'єднаними збройними силами НАТО в Європі, а президент США Барак Обама призначив його командувачем Європейським командуванням збройними силами США. До цього часу чисельність американських військ, що перебувала в Європі та 28 країнах-членах НАТО, складала 62 тисячі осіб, включаючи 52 500 осіб, які перебували у підпорядкуванні Європейського командування.
Одружений із Сінді Скапаротті (до шлюбу Бейтман) і має двох дорослих дітей.